# Vart tog alla roliga kompisarna vägen?
Vart tog alla roliga kompisarna vägen? är en CD av punkbandet Sällskapsresan, släppt 2008. Skivan var inspelad hos Mart Hällgren i Studio Hemmet 2007.

## Låtarna på albumet
1. Vårat val (3:01)
2. Priset (3:27)
3. Knockout (3:34)
4. Då som nu (3:50)
5. Grön ungdom (1:46)
6. Osäkrad (3:24)
7. Till Gullmarsplan (2:57)
8. 1984 (2:57)
9. Tiden är inne (2:21)